# Chen Huijia
Dans ce nom chinois, le nom de famille, Chen, précède le nom personnel.
Chen Huijia, née le 5 avril 1990 à Wenzhou en Chine est une nageuse chinoise spécialiste de brasse.

## Biographie
Elle participe aux Jeux olympiques d'été de 2008 à Pékin, prenant part seulement au 100 m brasse où elle est éliminée en demi-finales avec le douzième temps.
En 2009, lors des championnats du monde de Rome, elle est sélectionnée dans le relais 4 x 100 m quatre nages et remporte la médaille d'or à cette occasion.

## Palmarès

### Championnats du monde
- Championnats du monde 2009 à Rome : 
  -  Médaille d'or dans le relais 4 x 100 m quatre nages